# Медаль «У пам'ять коронації імператора Олександра III»
Медаль «У пам'ять коронації імператора Олександра III» — пам'ятна медаль, державна нагорода Російської імперії.

## Основні дані
Медаль «У пам'ять коронації імператора Олександра III» — пам'ятна медаль Російської імперії для нагородження осіб, які мали відношення до коронації Олександра III. Олександр III був коронований 15 (27) травня 1883 року в Успенському соборі Московського кремля більш ніж через два роки після фактичного входження на престол (12 (24) березня 1881 року). Медаль була заснована 12 ( 24) травня 1883  року за указом імператора Олександра III. 3 (15) липня 1883  року ним було затверджено малюнок медалі.

## Порядок вручення
Порядок нагородження було затверджено двома указами: від 3 (15) листопада 1883 року і від 4 ( 16) травня 1884 року (другий указ стосувався нагородження чинів військового відомства). Право на носіння медалі надавалася особам, які брали участь у підготовці, організації та охороні коронації Олександра III, а також присутнім на коронації. Медаль покладалася наступним категоріям громадян:
- Міністру внутрішніх справ, директорам департаменту поліції, департаменту спільних справ та департаменту духовних справ закордонних сповідань;
- Всім чинам міністерства імператорського двору;
- Складе коронаційної комісії, генералам, обер- і штаб-офіцерам коронаційного загону, придворним, які брали участь у коронації, чинам почту імператорської величності;
- Московському генерал-губернатору та керуючому його канцелярією, московському губернатору та віце-губернатору;
- Московському пошт-директору, чинам московського поштамту та листоноші, згідно з розсудом міністра внутрішніх справ;
- Склад канцелярії імператорської головної квартири;
- Чинам головних управлінь військового міністерства;
- Чинам, військовим та цивільним, які видавали квитки та здійснювали контроль коронації;
- Чинам, що охороняли урочистості коронації:
  - Чинам московської та санкт-петербурзької жандармерії;
  - Чинам московської, санкт-петербурзької, київської, варшавської та харківської поліції;
  - Відрядженим на допомогу поліції військам;
  - Чинам, якими розпоряджався головний начальник охорони імператора в Москві;
  - Особам, які брали участь в охороні імператора за призначенням московського генерал-губернатора та московського обер-поліцмейстера;
  - Всім чинам, що охороняли коронаційний поїзд по дорозі Олександра III до Москви;
- Командирам військових частин, шефом яких був Олександр III;
- Камер-пажам та пажам спеціальних класів, а також офіцерам, які при них складалися;
- Офіцерам та юнкерам Олександрівського військового училища, офіцерам та кадетам московських кадетських корпусів, які перебували в строю та були присутніми при урочистому в'їзді коронаційної процесії та в залах Великого Кремлівського палацу;
- Всім депутатам від козацьких військ;
- Всім присутнім на коронації волосним старшинам, представникам національностей Російської імперії, їх перекладачам та особам, що їх супроводжували;
- Всім присутнім на коронації чиновникам та священикам;
- Всім нижнім чинам коронаційного загону.

## Опис медалі
Медаль викарбувана з темної бронзи. Діаметр 28-29 мм. На лицьовому боці медалі барельєфне зображення портрета Олександра III. По краю медалі навколо уздовж борту напис: «Б.М.АЛЕКСАНДР III ИМП.И САМОД.ВСЕРОСС.». На оборотной стороне медали горизонтально расположена надпись в четыре строки:
:Коронованъ
въ Москвѣ
маѧ 15
1883
Коронованъ
въ Москвѣ
маѧ 15
1883<meta />
При цьому перша літера "К" займає два рядки. Над написом зображена велика імператорська корона. Основний тираж виготовлено на Санкт-Петербурзькому монетному дворі.
Існують варіанти медалі, що пов'язано з тим, що допускалося виготовлення медалі приватними майстернями, а також з тим, що на монетному дворі тираж виготовлявся зі штампів різних авторів. Зокрема, медальєрами цієї медалі були Леопольд Штейнман та Авраам Гриліхес. Різні варіанти можуть дещо відрізнятися деталями зображення.

## Порядок носіння
Медаль мала вушко для кріплення до колодки чи стрічки. Носити медаль слід було на грудях. Стрічка медалі - Олександрівська.